# Роджерс, Алан
Алан Роджерс (Alan Ray Rogers; род. 13 августа 1950) — американский антрополог и эволюционист, популяционный генетик. Доктор философии (1982), профессор Университета Юты, где преподает с 1988 года.
Окончил кафедру антропологии Техасского университета в Остине (бакалавр, 1974). В Университете Нью-Мексико получил степени магистра (1978) и доктора философии (1982, антропологии) — обе на кафедре антропологии. В 1983-85 гг. ассистент-профессор на кафедре антропологии Университета штата Нью-Йорк в Олбани, в 1985-88 гг. — на аналогичной кафедре Питтсбургского университета, с 1988 года — аналогично в университете Юты, где с 1991 года ассоциированный профессор, с 1994 года фул-профессор.
Публиковался в Science Advances, Proceedings of the National Academy of Sciences, Human Genetics, Theoretical Population Biology.
Автор «The Evidence for Evolution» (2011).